# Football Club Legnago Salus 2023-2024
Questa voce raccoglie le informazioni riguardanti il Football Club Legnago Salus nelle competizioni ufficiali della stagione 2023-2024.

## Stagione
Nella stagione 2023-2024 il Legnago ritornato subito in Serie C vincendo con 60 punti il girone C della Serie D nella stagione scorsa, disputa il girone A del campionato di Serie C, raccoglie 56 punti con il sesto posto finale. Ha ottenuto 24 punti nel girone di andata e 32 nel girone di ritorno. Quindi disputa i Play-off nei quali nel primo turno supera (1-0) il Lumezzane, mentre nel secondo turno viene eliminato senza perdere dall'Atalanta U23, pareggiando (0-0) ma qualificando i nerazzurri perché meglio piazzati, quinti in campionato. Nella Coppa Italia di Serie C biancoazzurri subito eliminati nel primo turno, perdendo il derby veneto (2-4) con il Padova.

## Divise e sponsor
Le divise del Legnago sono biancoazzurre a srisce verticali, oppure azzurre con inserti bianchi. Lo sponsor tecnico per la stagione 2023-2024 è Joma.

## Rosa
Aggiornata al 19 luglio 2023.
| N. |                    | Ruolo | Calciatore          |
| -- | ------------------ | ----- | ------------------- |
| 12 | Italia (bandiera)  | P     | Marco Businarolo    |
| 1  | Italia (bandiera)  | P     | Mattia Fortin       |
| 22 | Italia (bandiera)  | P     | Riccardo Tosi       |
| 2  | Italia (bandiera)  | D     | Thomas Lonardoni    |
| 3  | Italia (bandiera)  | D     | Simone Mazzali      |
| 23 | Italia (bandiera)  | D     | Vincenzo Muteba     |
| 26 | Italia (bandiera)  | D     | Mario Noce          |
| 32 | Italia (bandiera)  | D     | Gianmaria Zanandrea |
| 6  | Italia (bandiera)  | D     | Carlo Pelagatti     |
| 4  | Italia (bandiera)  | D     | Edoardo Sbampato    |
| 17 | Italia (bandiera)  | D     | Martino Travaglini  |
| 7  | Francia (bandiera) | C     | Moussa Baradji      |
| 25 | Italia (bandiera)  | C     | Enrico Casarotti    |

| N. |                    | Ruolo | Calciatore              |
| -- | ------------------ | ----- | ----------------------- |
| 77 | Austria (bandiera) | C     | Manuel Martic           |
| 19 | Italia (bandiera)  | C     | Aboubakar Diaby         |
| 20 | Italia (bandiera)  | C     | Filippo Meneghetti      |
| 10 | Italia (bandiera)  | C     | Daniele Rocco           |
| 21 | Italia (bandiera)  | C     | Giacomo Ruggeri         |
| 18 | Gambia (bandiera)  | C     | Boubacarr Sambou        |
| 25 | Italia (bandiera)  | C     | Andrea Sternieri        |
| 8  | Belgio (bandiera)  | C     | Kenneth van Ransbeeck   |
| 5  | Italia (bandiera)  | C     | Federico Viero          |
| 24 | Italia (bandiera)  | C     | Luca Zanetti            |
| 9  | Italia (bandiera)  | A     | Sebastiano Svidercoschi |
| 29 | Croazia (bandiera) | A     | Nikola Buric            |
| 90 | Nigeria (bandiera) | A     | Jeremy Mbakogu          |

## Risultati

### Serie C - girone A

#### Girone di andata
| Arbitro: | Ursini (Pescara) |

|                                                          |           |  |
| Svidercoschi 16’ Martic 38’ D. Rocco 45+2’ Mbakogu 90+3’ | Marcatori |  |

| Arbitro: | Pezzopane (L'Aquila) |

|                           |           |  |
| Liguori 33’ Palombi 90+3’ | Marcatori |  |

| Arbitro: | Catanzaro (Catanzaro) |

|                  |           |                                                    |
| Svidercoschi 88’ | Marcatori | 52’ Casarotto 55’ J. Gomez 64’ Cabianca 85’ Menato |

| Arbitro: | Luongo (Napoli) |

|                     |           |           |
| Petrovic 52’ (rig.) | Marcatori | 7’ Martic |

| Arbitro: | Iacobellis (Pisa) |

|                   |           |  |
| Van Ransbeeck 39’ | Marcatori |  |

| Arbitro: | Colaninno (Nola) |

|  |           |              |
|  | Marcatori | 25’ D. Rocco |

| Arbitro: | Ramondino (Palermo) |

|            |           |                       |
| Sambou 67’ | Marcatori | 8’ Caferri 90+1’ Fall |

| Arbitro: | Canci (Carrara) |

|  |           |                                              |
|  | Marcatori | 10’, 48’ D. Rocco 12’ Giani 88’ Svidercoschi |

| Arbitro: | Poli (Verona) |

|                |           |  |
| M. Cissè 90+1’ | Marcatori |  |

| Arbitro: | Ceriello (Chiari) |

|           |           |                              |
| Giani 70’ | Marcatori | 19’, 29’ Redan 65’ C. D'Urso |

| Arbitro: | Gavini (Aprilia) |

|                                         |           |                               |
| Mazzarani 42’ (rig.), 62’, 90+7’ (rig.) | Marcatori | 53’ (rig.) D. Rocco 70’ Tabuè |

| Arbitro: | Baratta (Rossano) |

|                   |           |                |
| Van Ransbeeck 51’ | Marcatori | 31’ Mustacchio |

| Lumezzane 11 novembre 2023, ore 16.15 CEST 13ª giornata | Lumezzane      | 0 – 0 referto | Legnago | Stadio Tullio Saleri (141 spett.)\| Arbitro: \| Renzi (Pesaro) \| |
| Arbitro:                                                | Renzi (Pesaro) |               |         |                                                                   |

| Arbitro: | Caldera (Como) |

|                     |           |  |
| D. Rocco 70’ (rig.) | Marcatori |  |

| Arbitro: | Di Loreto (Terni) |

|              |           |           |
| D. Rocco 54’ | Marcatori | 48’ Pitou |

| Arbitro: | Milone (Taurianova) |

|  |           |              |
|  | Marcatori | 33’ D. Rocco |

| Arbitro: | Iannello (Messina) |

|                     |           |           |
| D. Rocco 60’ (rig.) | Marcatori | 10’ Corti |

| Alessandria 17 dicembre 2023, ore 16.15 CEST 18ª giornata | Alessandria     | 0 – 0 referto | Legnago | Stadio Giuseppe Moccagatta (616 spett.)\| Arbitro: \| Rispoli (Locri) \| |
| Arbitro:                                                  | Rispoli (Locri) |               |         |                                                                          |

| Arbitro: | Mastrodomenico (Matera) |

|              |           |                             |
| D. Rocco 47’ | Marcatori | 45+4’ Redolfi 54’ Galuppini |

#### Girone di ritorno
| Arbitro: | Peletti (Crema) |

|               |           |               |
| Grandolfo 39’ | Marcatori | 79’ Pelagatti |

| Legnago 14 gennaio 2024, ore 18.30 CEST 21ª giornata | Legnago       | 0 – 0 referto | Padova | Stadio Mario Sandrini (867 spett.)\| Arbitro: \| Ancora (Roma) \| |
| Arbitro:                                             | Ancora (Roma) |               |        |                                                                   |

| Arbitro: | Drigo (Portogruaro) |

|                      |           |             |
| Casarotto 32’ (rig.) | Marcatori | 45’ Zanetti |

| Legnago 28 gennaio 2024, ore 14.00 CEST 23ª giornata | Legnago               | 0 – 0 referto | Trento | Stadio Mario Sandrini (579 spett.)\| Arbitro: \| Gandino (Alessandria) \| |
| Arbitro:                                             | Gandino (Alessandria) |               |        |                                                                           |

| Arbitro: | Manzo (Torre Annunziata) |

|  |           |                   |
|  | Marcatori | 70’ Van Ransbeeck |

| Arbitro: | Luongo (Napoli) |

|                            |           |              |
| Giani 35’ Svidercoschi 36’ | Marcatori | 90+5’ Zanini |

| Arbitro: | Renzi (Pesaro) |

|              |           |                         |
| Franzoni 66’ | Marcatori | 28’ Martic 34’ D. Rocco |

| Arbitro: | Baratta (Rossano) |

|                                   |           |            |
| Giani 39’ Svidercoschi 78’ (rig.) | Marcatori | 2’ D'Amico |

| Arbitro: | Gangi (Enna) |

|          |           |              |
| Viero 5’ | Marcatori | 84’ Vlahovic |

| Arbitro: | Silvestri (Roma) |

|                         |           |                      |
| Lescano 76’, 85’ (rig.) | Marcatori | 26’ Giani 54’ Martic |

| Arbitro: | Mazzoni (Prato) |

|                         |           |                      |
| Franzolini 27’ Boci 64’ | Marcatori | 80’ (rig.) Mazzarani |

| Arbitro: | Colaninno (Nola) |

|            |           |                                             |
| Maggio 68’ | Marcatori | 6’ Van Ransbeeck 65’ Svidercoschi 81’ Giani |

| Arbitro: | Iacobellis (Pisa) |

|                                |           |          |
| D. Rocco 86’ (rig.) Noce 90+6’ | Marcatori | 66’ Calì |

| Arbitro: | Vogliacco (Bari) |

|                   |           |                 |
| J. Pellegrini 61’ | Marcatori | 90+2’ Zanandrea |

| Arbitro: | Cappai (Cagliari) |

|              |           |                     |
| Citterio 89’ | Marcatori | 61’ (rig.) D. Rocco |

| Arbitro: | Restaldo (Ivrea) |

|                       |           |                      |
| Mbakogu 13’ Giani 33’ | Marcatori | 45’ Fornito 71’ Toci |

| Arbitro: | Frascaro (Firenze) |

|                                   |           |  |
| Bentivegna 38’ (rig.) O. Urso 81’ | Marcatori |  |

| Legnago 20 aprile 2024, ore 18.30 CEST 37ª giornata | Legnago               | 0 – 0 referto | Alessandria | Stadio Mario Sandrini (796 spett.)\| Arbitro: \| Catanzaro (Catanzaro) \| |
| Arbitro:                                            | Catanzaro (Catanzaro) |               |             |                                                                           |

| Arbitro: | Tona Mbei (Cuneo) |

|            |           |              |
| Muroni 52’ | Marcatori | 45’ D. Rocco |

### Play-off
| Arbitro: | Grasso (Ariano Irpino) |

|                  |           |  |
| Svidercoschi 40’ | Marcatori |  |

| Arbitro: | Giaccaglia (Jesi) |

|              |           |                         |
| M. Cissè 18’ | Marcatori | 38’ (rig.) Svidercoschi |

### Coppa Italia Serie C

#### Turni eliminatori
| Arbitro: | Zago (Conegliano) |

|                |           |                                    |
| Buric 65’, 78’ | Marcatori | 2’, 34’, 42’ Palombi 21’ De Marchi |

## Statistiche

### Statistiche di squadra
Statistiche aggiornate al 1º luglio 2023
| Competizione         | Punti | In casa | In casa | In casa | In casa | In casa | In casa | In trasferta | In trasferta | In trasferta | In trasferta | In trasferta | In trasferta | Totale | Totale | Totale | Totale | Totale | Totale | D.R. |
| Competizione         | Punti | G       | V       | N       | P       | Gf      | Gs      | G            | V            | N            | P            | Gf           | Gs           | G      | V      | N      | P      | Gf     | Gs     | D.R. |
| -------------------- | ----- | ------- | ------- | ------- | ------- | ------- | ------- | ------------ | ------------ | ------------ | ------------ | ------------ | ------------ | ------ | ------ | ------ | ------ | ------ | ------ | ---- |
| Serie C              | 56    | 19      | 7       | 8       | 4       | 24      | 21      | 19           | 6            | 9            | 4            | 22           | 18           | 38     | 13     | 17     | 8      | 46     | 39     | +7   |
| Coppa Italia Serie C | -     | 1       | 0       | 0       | 1       | 2       | 4       | 0            | 0            | 0            | 0            | 0            | 0            | 1      | 0      | 0      | 1      | 2      | 4      | -2   |
| Totale               | -     | 20      | 7       | 8       | 5       | 26      | 25      | 19           | 6            | 9            | 4            | 22           | 18           | 39     | 13     | 17     | 9      | 48     | 43     | +5   |

### Andamento in campionato
| Giornata  | 1 | 2  | 3  | 4  | 5  | 6  | 7 | 8 | 9  | 10 | 11 | 12 | 13 | 14 | 15 | 16 | 17 | 18 | 19 | 20 | 21 | 22 | 23 | 24 | 25 | 26 | 27 | 28 | 29 | 30 | 31 | 32 | 33 | 34 | 35 | 36 | 37 | 38 |
| --------- | - | -- | -- | -- | -- | -- | - | - | -- | -- | -- | -- | -- | -- | -- | -- | -- | -- | -- | -- | -- | -- | -- | -- | -- | -- | -- | -- | -- | -- | -- | -- | -- | -- | -- | -- | -- | -- |
| Luogo     | C | T  | C  | T  | C  | T  | C | T | T  | C  | T  | C  | T  | C  | C  | T  | C  | T  | C  | T  | C  | T  | C  | T  | C  | T  | C  | C  | T  | C  | T  | C  | T  | T  | C  | T  | C  | T  |
| Risultato | V | P  | P  | N  | V  | V  | P | V | P  | P  | P  | N  | N  | V  | N  | V  | N  | N  | P  | N  | N  | N  | N  | V  | V  | V  | V  | N  | N  | V  | V  | V  | N  | N  | N  | P  | N  | N  |
| Posizione | 1 | 15 | 15 | 13 | 12 | 10 | 8 | 8 | 10 | 12 | 12 | 12 | 12 | 10 | 9  | 9  | 9  | 9  | 9  | 9  | 9  | 9  | 8  | 8  | 7  | 7  | 6  | 6  | 6  | 5  | 5  | 6  | 5  | 6  | 6  | 6  | 6  | 6  |

Legenda:

Luogo: C = Casa; T = Trasferta. Risultato: V = Vittoria; N = Pareggio; P = Sconfitta.